# Vadelaincourt
Vadelaincourt – miejscowość i gmina we Francji, w regionie Grand Est, w departamencie Moza.
Według danych na rok 1990 gminę zamieszkiwały 64 osoby, a gęstość zaludnienia wynosiła 12 osób/km² (wśród 2335 gmin Lotaryngii Vadelaincourt plasuje się na 981. miejscu pod względem liczby ludności, natomiast pod względem powierzchni na miejscu 981.).